# Hemisphaerius collaris
Hemisphaerius collaris är en insektsart som beskrevs av Walker 1870. Hemisphaerius collaris ingår i släktet Hemisphaerius och familjen sköldstritar. Inga underarter finns listade i Catalogue of Life.